# Barrage Alberto-Lleras
Le barrage Alberto-Lleras est un barrage hydroélectrique situé dans la municipalité de Ubalá, dans le département de Cundinamarca en Colombie. Il est alimenté par le réservoir du Guavio (en espagnol : embalse del Guavio), qui collecte les eaux des rivières Guavio, Batatas et Chivor. Il est nommé ainsi en l’honneur de l’ancien président colombien Alberto Lleras Camargo. 
Le barrage est achevé en 1992. Il est actuellement un des plus hauts barrages du monde, avec une hauteur de 243 mètres. Le barrage a une capacité hydroélectrique de 1 600 MW, une longueur de crête de 390 mètres,, et un volume de 17 100 000 m3,.